# مقاطعة دوبروفنيك-نيريتفا

موقع المقاطعة بالنسبة لكرواتيا.

مقاطعة دوبروفنيك-نيريتفا هي إحدى مقاطعات كرواتيا ومركزها مدينة دوبروفنيك.